# Leucobryum chlorophyllosum
Leucobryum chlorophyllosum är en bladmossart som beskrevs av C. Müller 1851. Leucobryum chlorophyllosum ingår i släktet Leucobryum och familjen Dicranaceae. Inga underarter finns listade i Catalogue of Life.